# Glenn Ennis
Glenn Ennis, född 19 maj 1964 i Kanada, är en kanadensisk stuntman, skådespelare och tidigare rugbyspelare. Ennis är känd som stuntman i filmer såsom Freddy vs. Jason, Watchmen, I, Robot och Deadpool. Ennis uppmärksammades också som skådespelaren bakom den grizzlybjörn som attackerade Leonardo DiCaprio i The Revenant.

## Filmografi (i urval)
- X-Men 2 (2003)
- Freddy vs. Jason (2003)
- The Butterfly Effect (2004)
- I, Robot (2004)
- Fantastic Four (2005)
- Watchmen (2009)
- Natt på museet 2 (2009)
- The Revenant (2015)
- Deadpool (2016)